# Паранько, Игорь Степанович
Игорь Степанович Паранько (15 сентября 1951, Чижиков, Львовская область — 18 июля 2015, Кривой Рог, Днепропетровская область) — украинский геолог, педагог. Доктор геологических наук (1997), профессор (1998). Автор монографий, государственных геологических карт, атласа «Геология и полезные ископаемые Украины», учебников и учебных пособий.

## Биография
Родился 15 сентября 1951 года в селе Чижиков Пустомытовского района Львовской области.
В 1974 году окончил Львовский университет, где затем и работал инженером, младшим научным сотрудником.
В 1984—1994 годах — в Криворожской геологоразведочной экспедиции: геолог, старший геолог, ведущий геолог.
В 1994—2006 годах — старший преподаватель, доцент, заведующий кафедрой геологии и разведки месторождений полезных ископаемых Криворожского технического университета.
Умер 18 июля 2015 года в городе Кривой Рог.

## Научная деятельность
Автор более 250 научных публикаций.
Исследовал докембрийские образования земной коры, разрабатывал модели развития Земли в протерозое; региональные геологические исследования районов развития докембрия и Украинского щита, разработка схемы стратиграфического расчленения докембрия, реконструкция геологических событий в докембрии, прогнозная оценка районов развития докембрия и поиск месторождений полезных ископаемых, усовершенствование метода формационных исследований.
Научные исследования посвящены вопросам геолого-формационного членения докембрия Украинского щита, стратиграфии, металлогении и прогнозированию поисков полезных ископаемых в докембрийских природных комплексах. Также занимался изучением ранней истории геологического развития Земли, экологии геологической среды.
Был сторонником нового научного направления в геологии — антропогенной геологии.

## Награды
За достижения в изучении докембрия Украинского щита был удостоен:
- Серебряный нагрудный знак Общества геологов Украины (2002);
- Медаль В. И. Лучицкого (2003);
- Медаль Л. И. Лутугина «За заслуги в разведке недр» (2005);
- Почётный разведчик недр Украины (2007);
- Нагрудный знак МОН Украины «Отличник образования» (2002);
- Почётная грамота ректората Криворожского технического университета (2004);
- Почётная грамота Министерства образования и науки Украины (2008).